# 林孝哉
林 孝哉（はやし たかや、1973年6月1日 - ）は、和歌山県出身の元プロ野球選手（内野手）、コーチ、スカウト。現在は北海道日本ハムファイターズのヘッドコーチを務める。

## 来歴

### プロ入り前
箕島高校では、同期のエース山路剛弘（住友金属）を擁し、遊撃手として1991年春の選抜に出場。2回戦で2打席連続本塁打を放つが、萩原誠のいた大阪桐蔭高に敗退。1年下のチームメートに高野忍がいる。

### ダイエー時代
1991年のドラフト7位で福岡ダイエーホークスに入団。1999年に一軍に定着、小久保裕紀がシーズン前半に一塁手、指名打者に回ったこともあり、主に三塁手として34試合に先発出場。以降も内野のユーティリティプレーヤー、右の代打として存在感を見せた。同年8月8日の対大阪近鉄バファローズ戦（北九州市民球場）では5-5の同点の延長10回無死一塁の打席で大塚晶文から代打サヨナラ三塁打を放った。
また、城島健司が骨折により戦線を離脱した2000年には、チームの捕手不足により、捕手経験が一切ない林がブルペン捕手として待機するという事象にあった。
2002年シーズン途中、田口昌徳との交換トレードで日本ハムファイターズへ移籍。

### 日本ハム時代
2002年には田中幸雄の控えながら、三塁手として38試合に先発出場。同年7月26日、対ダイエー戦（東京ドーム）で1-1の同点の9回一死無走者の打席で渡辺正和から代打サヨナラ本塁打を放った。僅か1ヶ月前まで在籍していた古巣ダイエーから記録した、見事な“恩返し弾”であった。2004年オフ、日本ハムを自由契約となり、12球団合同トライアウトに参加。その後千葉ロッテマリーンズへ入団。

### ロッテ時代
林啓介が在籍していたため、スコアボード上や新聞の表記は「林孝」と表記されていた。2006年10月4日に現役引退を発表。
2003年から4年連続してイースタン・リーグでの優勝を経験しているため、一部では「ファームの優勝請負人」と言われていた。

### 引退後
2007年、古巣である福岡ソフトバンクホークスの球団職員に転身。2009年に福岡ソフトバンクホークスの二軍内野守備・走塁コーチに就任し2010年まで務めた。
2011年より北海道日本ハムファイターズのスカウト。2014年に一軍打撃コーチに就任し、2016年に二軍打撃コーチに異動した。
2017年10月30日、北海道日本ハムファイターズの二軍打撃コーチを退任し、アマスカウトになることが発表された。
2021年11月18日、2022年よりアマスカウトから一軍ヘッドコーチへ配置転換されることが発表された。

## 人物
同じ和歌山県出身の先輩、小久保裕紀とはダイエー時代から親交が深く、斉藤和巳、木佐貫洋らとともに小久保組を形成している。
イチローとの関係
イチローと親交がある。高校時代からお互い面識があったが、ハワイのウインター・リーグに派遣された際、同部屋で寝食を共にしたことで親交が深まった。この時イチローは試行していた「振り子打法」を林に見せ、同意を得られたことから試合で実行するようになった。
帰国後、イチローが一軍に定着し首位打者を獲得するようになるが、林は長らく二軍生活を送っている（同ポジションに小久保、湯上谷ら、強力なライバルがいた）。イチローはバットやグラブなどの専属メーカーの支援を持たなかった林に対し、自身のシグネチャーモデルの打撃用手袋などを贈っていた。イチローは折れたバットに行く先に至るまで、自身が使う道具の管理に気を使っていたため、用品店で手に入るレプリカモデルは別として、シグネチャーモデルの用具を他の選手が使う事を許していなかった。その例外が林である。
2014年8月22日、当時ニューヨーク・ヤンキース所属のイチローは、中前へヒットを放った。それはイチローにとって日米通算4094安打目にあたり、林の通算成績94安打からちょうど4000本差になった「記念打」であった。ヒットを放ったバットは、林からのリクエストによりプレゼントされた。
新庄剛志との関係
2024年から日本ハムでヘッドコーチを務めた際、新庄監督からは高い信頼を得た。この年末に他のコーチが引き抜かれることがあったが、新庄監督は新聞記者に対し「（他のコーチが流出しても）林コーチだけは勘弁してもらいたい」と語っている。

## 詳細情報

### 年度別打撃成績
| 年 度     | 球 団     | 試 合 | 打 席 | 打 数 | 得 点 | 安 打 | 二 塁 打 | 三 塁 打 | 本 塁 打 | 塁 打 | 打 点 | 盗 塁 | 盗 塁 死 | 犠 打 | 犠 飛 | 四 球 | 敬 遠 | 死 球 | 三 振 | 併 殺 打 | 打 率 | 出 塁 率 | 長 打 率 | O P S |
| --------- | --------- | ----- | ----- | ----- | ----- | ----- | -------- | -------- | -------- | ----- | ----- | ----- | -------- | ----- | ----- | ----- | ----- | ----- | ----- | -------- | ----- | -------- | -------- | ----- |
| 1995      | ダイエー  | 6     | 11    | 10    | 1     | 1     | 0        | 0        | 0        | 1     | 0     | 0     | 0        | 0     | 0     | 1     | 0     | 0     | 4     | 0        | .100  | .182     | .100     | .282  |
| 1999      | ダイエー  | 77    | 139   | 115   | 16    | 26    | 4        | 2        | 3        | 43    | 13    | 0     | 2        | 8     | 0     | 16    | 1     | 0     | 30    | 3        | .226  | .321     | .374     | .695  |
| 2000      | ダイエー  | 53    | 84    | 73    | 13    | 20    | 3        | 0        | 2        | 29    | 8     | 0     | 0        | 2     | 0     | 8     | 0     | 1     | 22    | 1        | .274  | .354     | .397     | .751  |
| 2001      | ダイエー  | 49    | 21    | 18    | 4     | 4     | 0        | 0        | 1        | 7     | 6     | 0     | 0        | 1     | 0     | 2     | 0     | 0     | 7     | 0        | .222  | .300     | .389     | .689  |
| 2002      | 日本ハム  | 66    | 179   | 163   | 18    | 41    | 6        | 1        | 6        | 67    | 28    | 0     | 0        | 2     | 2     | 11    | 1     | 1     | 40    | 2        | .252  | .299     | .411     | .710  |
| 2003      | 日本ハム  | 4     | 7     | 7     | 1     | 2     | 0        | 0        | 0        | 2     | 2     | 0     | 0        | 0     | 0     | 0     | 0     | 0     | 1     | 0        | .286  | .286     | .286     | .572  |
| 2004      | 日本ハム  | 4     | 6     | 6     | 0     | 0     | 0        | 0        | 0        | 0     | 0     | 0     | 0        | 0     | 0     | 0     | 0     | 0     | 2     | 1        | .000  | .000     | .000     | .000  |
| 2005      | ロッテ    | 4     | 4     | 4     | 0     | 0     | 0        | 0        | 0        | 0     | 0     | 0     | 0        | 0     | 0     | 0     | 0     | 0     | 2     | 0        | .000  | .000     | .000     | .000  |
| 通算：8年 | 通算：8年 | 263   | 451   | 396   | 53    | 94    | 13       | 3        | 12       | 149   | 57    | 0     | 2        | 13    | 2     | 38    | 2     | 2     | 108   | 7        | .237  | .306     | .376     | .682  |

### 年度別守備成績
| 年 度 | 球 団    | 三塁  | 三塁  | 三塁  | 三塁  | 三塁  | 三塁     | 一塁  | 一塁  | 一塁  | 一塁  | 一塁  | 一塁     | 二塁  | 二塁  | 二塁  | 二塁  | 二塁  | 二塁     |
| 年 度 | 球 団    | 試 合 | 刺 殺 | 補 殺 | 失 策 | 併 殺 | 守 備 率 | 試 合 | 刺 殺 | 補 殺 | 失 策 | 併 殺 | 守 備 率 | 試 合 | 刺 殺 | 補 殺 | 失 策 | 併 殺 | 守 備 率 |
| ----- | -------- | ----- | ----- | ----- | ----- | ----- | -------- | ----- | ----- | ----- | ----- | ----- | -------- | ----- | ----- | ----- | ----- | ----- | -------- |
| 1995  | ダイエー | 5     | 1     | 4     | 0     | 0     | 1.000    | -     | -     | -     | -     | -     | -        | -     | -     | -     | -     | -     | -        |
| 1999  | ダイエー | 57    | 19    | 68    | 3     | 4     | .967     | 6     | 15    | 0     | 0     | 1     | 1.000    | 5     | 7     | 8     | 0     | 1     | 1.000    |
| 2000  | ダイエー | 18    | 4     | 12    | 1     | 1     | .941     | 17    | 42    | 4     | 0     | 2     | 1.000    | 18    | 27    | 24    | 2     | 6     | .962     |
| 2001  | ダイエー | 5     | 2     | 3     | 0     | 0     | 1.000    | 41    | 70    | 5     | 0     | 6     | 1.000    | -     | -     | -     | -     | -     | -        |
| 2002  | 日本ハム | 33    | 15    | 49    | 1     | 4     | .985     | 17    | 66    | 9     | 0     | 9     | 1.000    | 6     | 6     | 14    | 1     | 2     | .952     |
| 2003  | 日本ハム | 2     | 0     | 2     | 0     | 0     | 1.000    | 2     | 16    | 1     | 0     | 0     | 1.000    | -     | -     | -     | -     | -     | -        |
| 2004  | 日本ハム | 2     | 2     | 1     | 0     | 0     | 1.000    | -     | -     | -     | -     | -     | -        | -     | -     | -     | -     | -     | -        |
| 2005  | ロッテ   | -     | -     | -     | -     | -     | -        | 1     | 2     | 0     | 0     | 0     | 1.000    | -     | -     | -     | -     | -     | -        |
| 通算  | 通算     | 122   | 43    | 139   | 5     | 9     | .973     | 84    | 211   | 19    | 0     | 18    | 1.000    | 29    | 40    | 46    | 3     | 9     | .966     |

### 記録
初記録
- 初出場：1995年9月3日、対日本ハムファイターズ22回戦（北九州市民球場）、7回表に湯上谷竑志に代わり三塁手として出場
- 初先発出場：1995年9月4日、対日本ハムファイターズ23回戦（北九州市民球場）、8番・三塁手として先発出場
- 初安打：1995年9月30日、対西武ライオンズ25回戦（西武ライオンズ球場）、7回表に西口文也から
- 初本塁打・初打点：1999年5月20日、対日本ハムファイターズ9回戦（東京ドーム）、2回表に生駒雅紀から左越決勝2ラン

### 背番号
- 57（1992年 - 2002年途、2005年 - 2006年）
- 31（2002年途 - 2004年）
- 77（2009年 - 2010年、2022年 - ）
- 73（2014年 - 2017年）